# Onthophagus tshuapae
Onthophagus tshuapae là một loài bọ cánh cứng trong họ Bọ hung (Scarabaeidae).